# Milan Hnilička
Milan Hnilička (né le 25 juin 1973 à Litoměřice en Tchécoslovaquie) est un joueur de hockey sur glace professionnel tchèque, jouant à la position de gardien de but dans l'équipe du HC Bílí Tygři Liberec en Extraliga tchèque.

## Carrière
Hnilička a commencé sa carrière au HC Kladno, puis est parti jouer trois saisons en Amérique du Nord.
Il a été repêché au cours du repêchage d'entrée dans la LNH 1991 par les Islanders de New York en quatrième ronde (70e).
Il revient ensuite joueur en Europe, d'abord à Kladno puis au Sparta Prague. Il fut sélectionné dans l'équipe d'étoiles de l'Extraliga en 1997 et 1998. Il est ensuite reparti en Amérique du Nord, où il a pris part à 121 matchs dans la LNH, portant les couleurs des Rangers de New York, des Thrashers d'Atlanta et des Kings de Los Angeles entre 1999 et 2004, avant de retourner jouer en Tchéquie au HC Liberec. En 2005, il a été élu meilleur gardien de l'Extraliga.
Joueur régulier de l'équipe de République tchèque de hockey sur glace, il remporta l'or en 1998 aux Jeux olympiques de Nagano et le bronze en 2006 aux Jeux olympiques de Turin, ainsi que trois titres de Champion du monde en 1999, 2001 et 2005. Il disputa 8 championnats du monde et 2 tournois olympiques entre 1997 et 2008. Il participa également à la Canada Cup 1991. Il compte une centaine de sélections.